# بول غراهام ويلسون
بول غراهام ويلسون مواليد 1928 (بالإنجليزية: Paul Graham Wilson)‏ هو عالم نبات أسترالي.